# Getijtafel

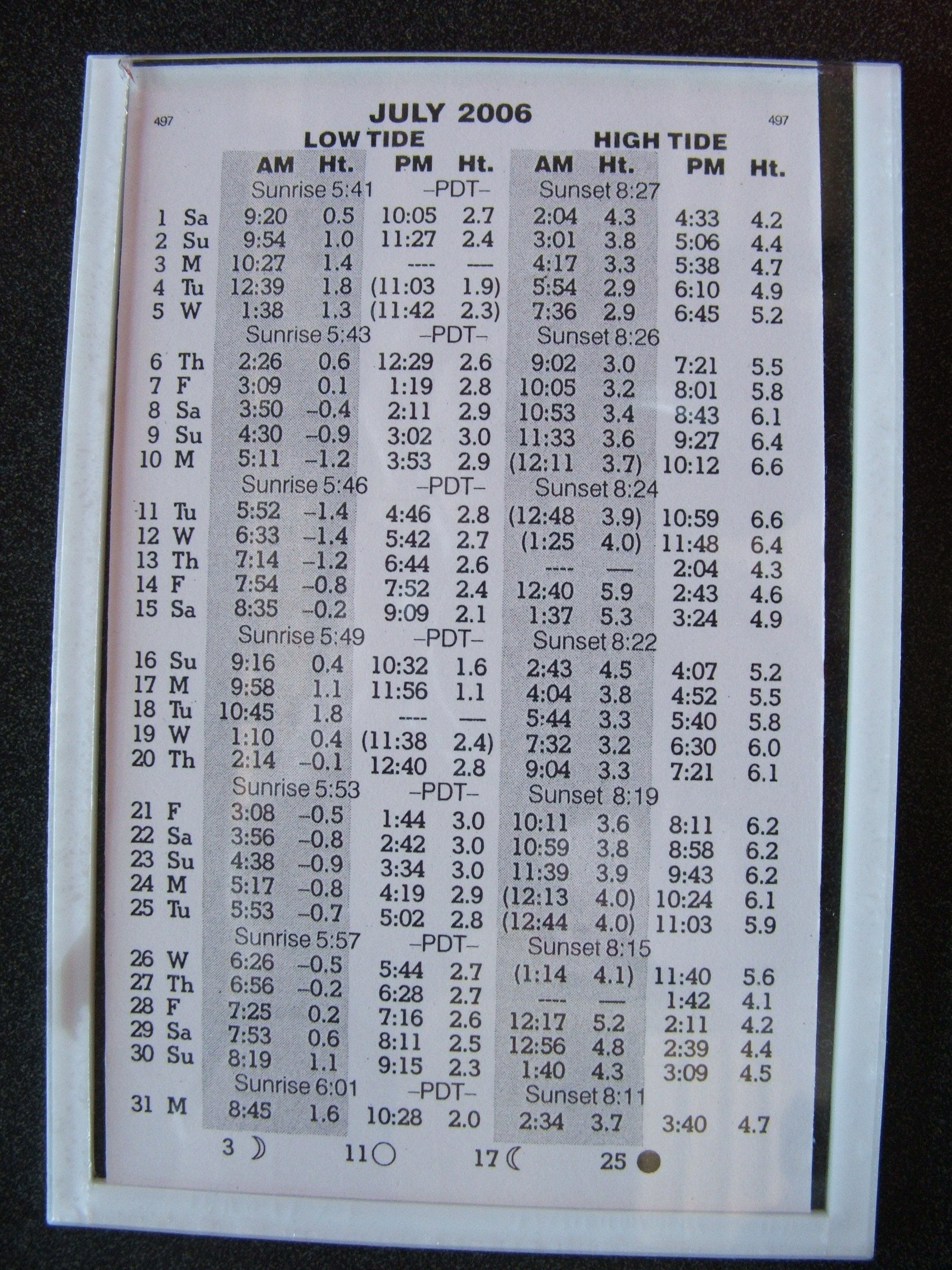
voorbeeld van een getijtafel

Een getijtafel is boekje met tabellen, waarin de tijden van hoogwater, voor diverse getijdehavens gegeven is. 
De tabellen worden naast nautische kaarten gebruikt en geven per dag de hoog- en laagwaterstanden en –tijdstippen aan. De gegevens zijn van belang voor de  scheepvaart in verband met ondiepten en zandbanken. Niet alleen de getijhoogte is van belang, ook de diepte tot het bodemoppervlak. 
Het eerste systeem voor het ontwikkelen en opstellen van getijtafels voor de Nederlandse kust, was het systeem Ortt/De Bruin (1895), dat het negentig jaar heeft volgehouden.